# Thomas Geiser
Thomas Geiser (* 29. Oktober 1952) ist ein Schweizer Rechtswissenschaftler.

## Leben
Thomas Geiser ist der Sohn eines Basler Kinderarztes und einer Schauspielerin. Sein Bruder ist der Schriftsteller Christoph Geiser. Von 1972 bis 1983 absolvierte Thomas Geiser ein Studium der Rechtswissenschaften an der Universität Basel, das er mit der Promotion (Doktor) abschloss. 1979 wurde er solothurnischer Fürsprech und Notar. 1990 erhielt er die Venia docendi für Privatrecht durch die Kuratel der Universität Basel.
Von 1978 bis 1989 arbeitete Geiser beim Bundesamt für Justiz in der Hauptabteilung Privatrecht. Anschliessend arbeitete er als Assistent am Schweizerischen Bundesgericht und erhielt erste Lehraufträge für Familienrecht und Personenrecht an der Hochschule St. Gallen. Ab 1992 war er teilzeit als Assistenzprofessor an der Universität Basel tätig. Im Januar 1995 wurde er ordentlicher Professor an der Universität St. Gallen für Privat- und Handelsrecht. Zwischen 1999 und 2003 war er Prorektor der Universität St. Gallen. Ende 2017 wurde er emeritiert.
Seine Forschungsgebiete lagen im Privatrecht, Handelsrecht, Arbeitsrecht und Sozialversicherungsrecht. Geiser ist Mitherausgeber des Basler Kommentars zum Zivilgesetzbuch.

## Schriften (Auswahl)
- Die Treuepflicht des Arbeitgebers und ihre Schranken. Stämpfli, Bern 1983, ISBN 3-7272-0125-8 (Dissertation).
- Die Persönlichkeitsverletzung insbesondere durch Kunstwerke. Helbing Lichtenhahn Verlag, Basel 1990, ISBN 978-3-7190-1126-0 (Habilitation).